# Барендорф
Барендорф (нем. Barendorf) — община в Германии, в земле Нижняя Саксония.
Входит в состав района Люнебург. Подчиняется управлению Остайде. Население составляет 2384 человека (на 31 декабря 2010 года). Занимает площадь 9,24 км².